# بخش کارپنتر، شهرستان ایتاسکا، مینه سوتا
بخش کارپنتر (به انگلیسی: Carpenter Township) یک منطقهٔ مسکونی در ایالات متحده آمریکا است که در شهرستان ایتاسکا، مینه‌سوتا واقع شده‌است.
 بخش کارپنتر ۲۷۴٫۸ کیلومتر مربع مساحت و ۱۷۹ نفر جمعیت دارد و ۴۲۱ متر بالاتر از سطح دریا واقع شده‌است.